# Kampung Anyar
Kampung Anyar is een bestuurslaag in het regentschap Buleleng van de provincie Bali, Indonesië. Kampung Anyar telt 5804 inwoners (volkstelling 2010).